# Британский пенни
Брита́нский, первоначально англи́йский пе́нни, иногда пенс, во множественном числе пе́нсы (англ. , фр. и скотс penny, мн. ч. pence для денежной суммы и pennies для нескольких монет; ирл. pingin; гэльск. peighinn) — разменная денежная единица, первоначально равная 1⁄240, а в настоящее время 1⁄100 фунта стерлингов.
Слово «пенни» (на старом английском языке — pennige) имеет общий корень с немецким пфеннигом, скандинавским пеннингом, польским фенигом и пенязем, фенингом Боснии и Герцеговины.
Старый британский пенни, равный 1⁄240 фунта стерлингов, обозначался буквой d, поскольку официальные документы средневековой Британии велись на латыни и денежная единица называлась денарием (лат. denarius), обозначение «d» употреблялось и как сокращение английских пенсов. Современный пенни после перехода Британии на десятичную систему в 1971 году обозначается буквой p.

## Появление английского пенни
Впервые пенни отчеканен в VIII веке королём Кента Гибертом (764) и королём Мерсии Оффой (757—796) по образцу серебряного франкского денария (денье), выпущенного десятью годами ранее. На аверсе пенни помещался погрудный портрет короля, на реверсе — крест с украшениями.
Вес пенни составлял 20—22,5 гранов (1,2—1,4 г) чистого серебра, диаметр монеты — около 17 мм, в IX веке — около 21 мм.
При короле Англии Эдгаре (957—975) началась чеканка общеанглийского пенни.
Пенни чеканили в огромном количестве (в частности, из-за необходимости платить дань датчанам), они имели широкое хождение — вплоть до Руси. При необходимости монету просто разрезали на части, получая полпенни и четверть пенни.

## Пенни до XV века
Вплоть до завоевания Англии норманнами (1066) и первое время после него качество пенни почти не менялось. Однако со временем качество монет стало ухудшаться (вследствие порчи и несоблюдения монетными мастерами общего стандарта).
Особенно сильное ухудшение качества пенни происходило в царствование Генриха II и во времена короля Стефана. В 1180 году пришлось ввести новый тип пенни (так называемый «short cross penny») с бо́льшим весом и содержанием серебра.
Долгое время пенни оставался единственной монетой Англии. В XIII веке в стране были введены в обиход новые разменные монеты больше и меньше пенни: гроут (4 пенса), полпенни и фартинг (1/4 пенни).
К XIV веку в Англии была создана стройная монетная система:
1 фунт стерлингов = 20 шиллингов (до XVI века — только счётно-денежная единица) = 60 гроутов (120 полгроутов) = 240 пенсов (= 480 полпенсов) = 960 фартингов.

## Пенни в XV—XVIII веках
Проблемы, связанные с военными расходами Англии (Столетняя война), и утечка полновесных английских монет на континент способствовали снижению веса и качества пенни и других разменных монет.
В 1412 году вес пенни был снижен, в 1464 году Эдуард IV снизил содержание серебра в монетах на 20 %: вес пенни снизился с 15 гранов (1 г) до 12 гранов (0,8 г).
В 1528 году Генрих VIII ввёл новый монетный стандарт: вместо чисто английского Тауэрского фунта (около 350 г) был введён международный Тройский фунт (373,242 г). Таким образом, номинальный вес пенни (1/240 фунта) должен был составлять около 1,555 г. Однако качество пенни, как и других серебряных монет, продолжало снижаться, а в целом содержание серебра в монетах Генриха VIII снизилось с 925-й пробы до 333-й.
Королева Елизавета (1558—1603) вынуждена была реанимировать серебряные номиналы. В её царствование качество золотых и серебряных монет было значительно улучшено, частично, за счёт регулярного захвата испанских судов с драгоценными металлами из Америки. Но всё равно серебряный пенни Елизаветы оставался очень маленькой монетой — он весил около 0,58 г.
Чеканка пенни продолжалась на протяжении всего XVII века. В 1664 году пенни весил уже 0,5 г и имел в диаметре 12 мм. Этот же стандарт сохранялся в первой половине XVIII века.
При короле Георге II (1728—1760) в 1750—1758 годах серебряный пенни чеканили только в составе набора мелких серебряных монет (1d, 2d, 3d и 4d) для церемонии раздачи денег на пасхальной неделе (так называемая Maundy Ceremony). Традиция выпуска серебряных монет для раздачи на пасхальной неделе сохраняется до сих пор (монеты не выпускали в 1800—1817 годах; с 1822 года до настоящего времени для этой цели выпускают специальные монеты).

## Медные и бронзовые пенсы
В 1797 году был выпущен первый медный пенни (медные фартинг и полпенни чеканили с 1672 года). Эта монета получилась унцией весом (28,3 г) и 36 мм в диаметре. На реверсе была изображена сидящая Британия. В 1806—1808 годах выпускали медный пенни весом 18,9 г и диаметром 34 мм. Следующие медные пенни были выпущены только в 1825 году, в годы правления Георга IV. Пенни весил 18,8 г и имел диаметр 34 мм.
Медные пенсы и полпенни в конце XVIII века чеканились нерегулярно, в связи с чем нехватку разменной монеты заполняли различные суррогаты — токены уклонения и токены Кондера в Британии и Ирландии, канадские токены в Канаде и т. п.
Пенни чеканили только 3 года (выпуск 1827 года предназначался специально для Австралии). В царствование Вильгельма IV (1830—1837) пенни также чеканился нерегулярно, и только при королеве Виктории (1837—1901) с 1839 года началась регулярная чеканка пенни.
В 1860 году пенни стали делать из бронзы. Новая монета стала весить 9,4 г и имела диаметр 30,8 мм. С 1860 по 1970 год параметры монеты и внешний вид реверса практически не менялись.

## Пенни после 1971 года
После перехода Великобритании на десятичную монетную систему в феврале 1971 года пенни был приравнен к 1/100 фунта стерлингов.
Выпускались монеты 1/2 (до 1984 года), 1, 2, 5, 10 и 50 пенсов; для отличия от прежних пенсов на них было написано NEW PENNY (NEW PENCE).
В качестве юбилейной монеты чеканили монету достоинством 25 пенсов (1972, 1977, 1980, 1981). С 1982 года начали чеканить монету в 20 пенсов.
С 1982 года на монете писали номинал (например, ONE PENNY, TWO PENCE).
В 1983 году в результате ошибки на некоторых монетах достоинством в 2 пенса появилась старая надпись NEW PENCE вместо TWO PENCE. Таких «ошибочных» монет было выпущено очень небольшое количество и поэтому их коллекционная стоимость многократно превышает номинал (например, по состоянию на 28 мая 2010 года монету 2 пенса 1983 года с надписью NEW PENCE можно было купить за 3000 фунтов стерлингов).
С 1992 года вместо бронзовых пенсов (1 и 2) стали чеканить пенсы из стали с покрытием медью; чтобы сохранить вес и диаметр монет, их сделали несколько толще.